# La Laguna, Xilitla
La Laguna är en ort i Mexiko.   Den ligger i kommunen Xilitla och delstaten San Luis Potosí, i den centrala delen av landet, 220 km norr om huvudstaden Mexico City. La Laguna ligger 956 meter över havet och antalet invånare är 106.
Terrängen runt La Laguna är kuperad åt nordost, men åt sydväst är den bergig. Runt La Laguna är det ganska tätbefolkat, med 90 invånare per kvadratkilometer. Närmaste större samhälle är Villa Terrazas, 13,6 km öster om La Laguna. I omgivningarna runt La Laguna växer i huvudsak städsegrön lövskog.